# Erateina satellites
Erateina satellites là một loài bướm đêm trong họ Geometridae.